# Vino da tavola
Il vino da tavola è un termine enologico che indica sia la tipologia del vino sia il livello di qualità nella classificazione dei vini.
Negli Stati Uniti d'America il table wine indica principalmente una tipologia di vino che non è né liquoroso e né spumante.
Nei regolamenti dell'Unione europea, il vino da tavola (identificato con la sigla TW - table wine) costituisce la tipologia di vino con la più bassa qualità di tutte le categorie di vino, mentre quello con la più alta qualità è il Vino di Qualità Prodotto in Regione Determinata (VQPRD). Tutti i livelli dei sistemi di classificazione dei vini nazionali, anche se i termini esatti che compaiono sulle etichette sono definiti dalle leggi nazionali, sono coerenti con i regolamenti dell'Unione europea.

## Stati Uniti d'America
L'autorità per il commercio e la tassazione dell'alcol e del tabacco e il codice dei regolamenti federali definiscono il vino da tavola come un vino d'uva con un titolo alcolometrico massimo del 14% I vini con una gradazione alcolica compresa tra 14% e 24% sono invece conosciuti come vini da dessert.
Il vino da tavola è indicato anche con termini come light wine (vino leggero) o sweet table wine (vino da tavola dolce).

## Unione europea
Fino all'estate 2009, le linee guida dell'Unione europea stabiliva che tutti i vini fossero classificati in una delle due categorie previste: vino da tavola oppure Vino di Qualità Prodotto in Regione Determinata (VQPRD).
All'interno della categoria, venivano poi distinti i vini da tavola "normali" (che potevano indicare solo il paese d'origine) e i vini da tavola con indicazione geografica, su cui era possibile indicare la regione d'origine e facevano parte di una speciale Indicazione Geografica Protetta.
In Francia i produttori di vin de table devono indicare il codice di avviamento postale.

### Denominazione dei vini da tavola nelle varie nazioni
| Paese           | Vini da tavola con indicazione geografica                                 | traduzione                                  |
| --------------- | ------------------------------------------------------------------------- | ------------------------------------------- |
| Austria         | Landwein                                                                  |                                             |
| Belgio          | Landwijn (olandese) Vin de pays (francese)                                |                                             |
| Brasile         | Vinho de Mesa                                                             |                                             |
| Bulgaria        | Pегионално вино Regionalno vino                                           | vino regionale                              |
| Cipro           | Τοπικός Οίνος Topikós Oínos                                               | vino regionale                              |
| Repubblica Ceca | Zemské víno Stolní víno                                                   |                                             |
| Danimarca       | Regional vin                                                              |                                             |
| Francia         | Vin de pays, Vin de France (nuova categoria dal 2010)                     | vino di paese vino di Francia               |
| Germania        | Landwein                                                                  |                                             |
| Grecia          | ονομασία κατά παράδοση onomasía katá parádosi τοπικός οίνος topikós oínos | Denominazione tradizionale Vino di campagna |
| Ungheria        | Tájbor                                                                    | Vino di campagna                            |
| Italia          | Indicazione geografica tipica (IGT)                                       |                                             |
| Lussemburgo     |                                                                           |                                             |
| Malta           | Indikazzjoni Ġeografika Tipika (I.G.T.)                                   | Indicazione geografica tipica               |
| Paesi Bassi     | Landwijn                                                                  |                                             |
| Portogallo      | Vinho regional                                                            |                                             |
| Romania         | Vin cu indicaţie geografică                                               |                                             |
| Russia          | Столовое вино Stolovoe vino                                               |                                             |
| Serbia          | Регионално вино Regionalno vino Стоно вино Stono vino                     | Vino regionale                              |
| Slovenia        | Deželno vino s priznano geografsko oznako (Deželno vino PGO)              |                                             |
| Spagna          | Vino de la Tierra                                                         |                                             |
| Regno Unito     | Regional wine                                                             |                                             |

## Distribuzione
La percentuale di produzione nazionale classificata come vino da tavola è molto variabile nei diversi paesi: ad esempio nel 2000 il maggior volume di vino prodotto in Francia era vin de table, mentre in Germania solo il 5% era classificato deutscher Tafelwein. Il vino da tavola proveniente da qualsiasi parte dell'Unione Europea può essere miscelato con altro vino per produrre il "vino da tavola europeo".
Il vino da tavola europeo è realizzato con uve provenienti da vitigni ad alto rendimento e vinificato con tecnologia industriale. Negli anni 1950, quando il consumo di vino pro capite era più alto, vi era un'alta richiesta di vino economico, mentre ora vi è una sovrapproduzione.
In Francia e Spagna è possibile acquistare vino da tavola economico confezionato in scatole di cartone per meno di due euro.

## Problemi di denominazione
In contraddizione con la rigida classificazione europea che prevedeva solo due categorie (vini da tavola e vini di qualità) era possibile trovare ottimi vini da tavola, anche se rari: infatti la vinificazione effettuata con uve non tradizionali o con processi non convenzionali poteva portare a far classificare il prodotto come semplice vino da tavola allo stesso tempo, anche una produzione di qualità (con vitigno a basso rendimento e raccolta a mano) e coltivata su terreni con una denominazione di prestigio può anche non avere diritto alla classificazione di qualità.
L'esempio più conosciuto riguarda i vini toscani, conosciuti all'estero come Super tuscan, che sono prodotti utilizzando varietà di uve di provenienza internazionale (cioè uve non autoctone dell'Italia, come il Merlot o il Cabernet Sauvignon) o senza l'inclusione (un tempo necessaria) di piccole quantità di Canaiolo, Malvasia e Trebbiano al fine di ottenere l'appellativo di "toscano".
A tal fine, nel 1992 il governo italiano creò la nuova classificazione della Indicazione Geografica Tipica (IGT) proprio allo scopo di permettere ai Super Tuscans di abbandonare la categoria del vino da tavola e diventare vino di qualità.
Nell'uso comune, il vin de table è il vino francese classificato al quarto ed ultimo posto della scala di qualità dei vini in Francia. Questi vini sono i più economici da acquistare (a partire da 0,80 € al litro) e generalmente accompagna il pranzo di mezzogiorno o utilizzato per preparazioni alimentari a base di vino.